# Auburg (Barbing)
Auburg ist ein Ortsteil und Kirchdorf der Gemeinde Barbing im Landkreis Regensburg in Bayern mit 115 Einwohnern (Stand 1. Januar 2025). Im Nordosten fließt die Donau vorbei.

## Geschichte
Die Burg Auburg, eine Weiherhausanlage mit Wassergraben und zwei fast rechteckigen Beringen aus dem Anfang des 13. Jahrhunderts, wurde 1634 durch einen Brand zerstört und kam in der Folgezeit an den Regensburger Bischof.
Die Gemeinde Auburg wurde durch das bayerische Gemeindeedikt von 1818 gebildet. Auburg wurde am 1. April 1949 in die Gemeinde Illkofen eingegliedert. Am 1. Januar 1978 wurde Illkofen nach Barbing eingemeindet.

## Bauwerke
- Katholische Nebenkirche von Illkofen St. Stephanus: Die Kirche ist ein romanischer Saalbau mit eingezogener Apsis, Dachreiter und Portal mit Nischenreihe aus der 2. Hälfte des 12. Jahrhunderts. Veränderungen im 17. Jahrhundert, Dachreiter 1898. An der Südseite befindet sich ein romanisches Portal.

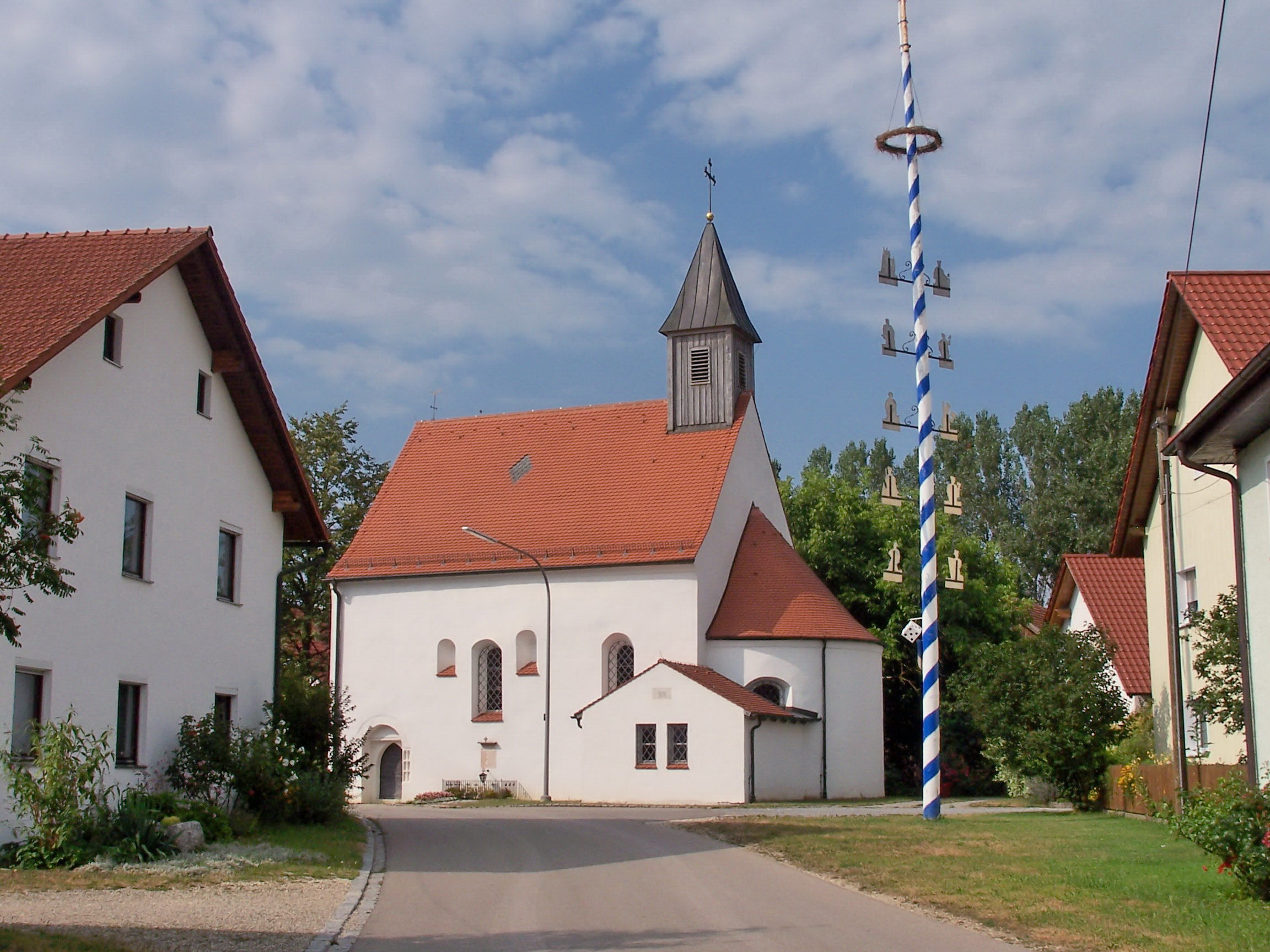
Sankt Stephanus in Auburg

- Burgstall Auburg

## Vereine
- FF Auburg
- Würfelclub Auburg